# Junerossia copiosa
Junerossia copiosa is een mosdiertjessoort uit de familie van de Stomachetosellidae. De wetenschappelijke naam van de soort is voor het eerst geldig gepubliceerd in 2006 door Dick, Tilbrook & Mawatari.